# Pseudanthias evansi
O anthias-de-dorso-amarelo (Mirolabrichthys evansi, antigamente classificado como Pseudanthias evansi), é uma espécie de anthias nativo de recifes de coral do Oceano Índico, sendo uma espécie muito procurada por aquaristas. Possui o corpo alongado roxo-rosado chamativo com o dorso e cauda amarelo, vivem em cardumes que formam um harém, que é liderado por um macho com várias fêmeas. É considerado um dos peixes mais bonitos do Mar de Andaman.
É nativo do Oceano Índico, podendo ser encontrado na costa oriental da África para as Maldivas e Mayotte para Bassas da Índia até o Mar de Andaman, para o Sri Lanka e Cocos-Keeling, Austrália, incluindo avistamentos em Pulau Weh, Indonésia.